# Gabriel Silva Luján
Pour les articles homonymes, voir Gabriel Silva et Silva.
Gabriel Silva Luján, né le 5 octobre 1957 à Barranquilla, est un homme politique colombien. Ministre de la défense du gouvernement Uribe, il est en poste au moment de l'Opération Caméléon, une des dernières actions importantes du plan de « Sécurité démocratique ». En août 2010, il est nommé ambassadeur aux États-Unis, un poste d'une grande importance symbolique et stratégique en Colombie.